# 奧利夫 (加利福尼亞州)
奧利夫（英語：Olive）是位於美國加利福尼亞州橘縣的一個非建制地區。該地的面積和人口皆未知。

## 地理
奧利夫的座標為33°50′10″N 117°50′46″W / 33.83611°N 117.84611°W，而該地的平均海拔高度為12米（即40英尺）。